# 越南共和國海軍

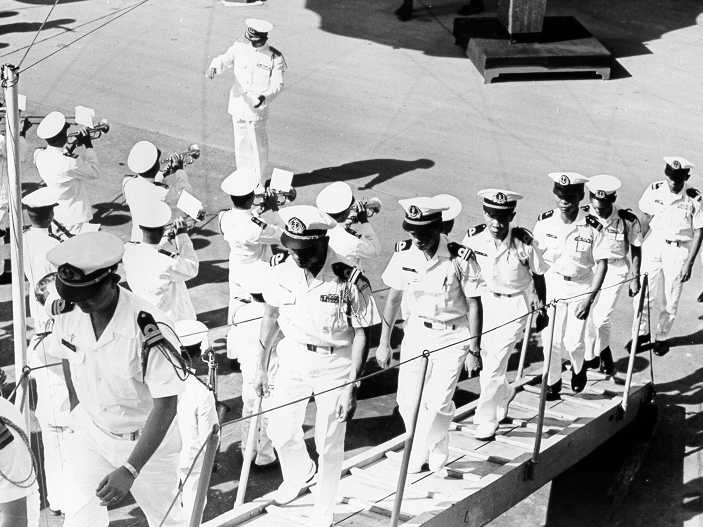
海軍軍官與士官登上美國移交給南越的陳光啓號巡防艦（HQ-02），該船前身為美國海岸防衛隊的白令海峽號巡邏艦（WAVP-382）

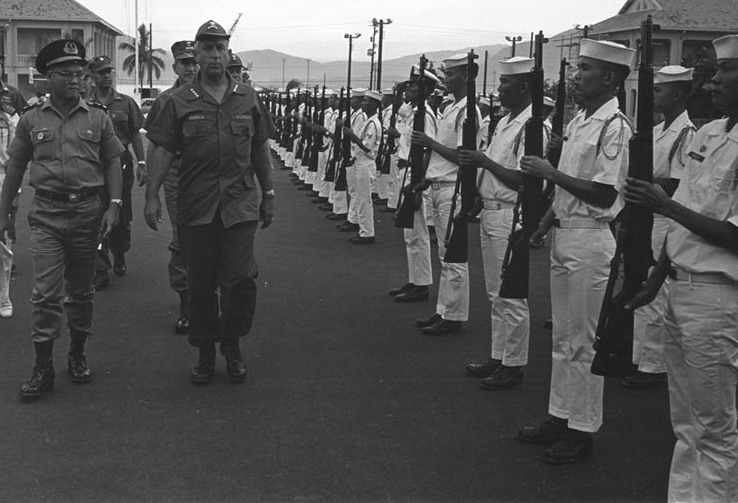
南越海軍司令陳文真准將（Trần Văn Chơn，左）與美國海軍作戰部長托馬斯·欣曼·穆勒上將（中）試察將於1969年9月後接管美國海軍執行河道巡邏作戰的南越海軍士兵

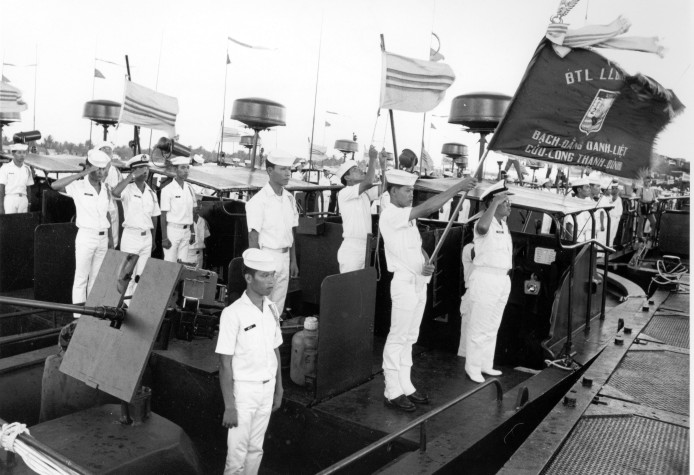
持國旗和軍旗的南越海軍將兵

越南共和國海軍（縮寫），一般稱南越海軍，是越南共和國軍的海軍部門。英語中常簡稱。首批艦艇自法國購入，隨著1955年成立越南共和國海軍部隊後，艦艇改由美國供應。隨著美國軍援和越南戰爭擴大，越南共和國海軍一度以官兵42,000名、兩棲艦船672艘、反水雷艦20艘、巡邏艦450艘、勤務船56艘和戎克船242艘的規模，成長為當時世界最龐大的海軍之一。

## 歷史

### 建軍
南越海軍的起源可追溯至1952年的法國海軍駐越部隊，之後法方依《艾麗榭宮協約》，在1954年將南越防務交給保大帝的越南國政府，但由於西貢方面的要求，海軍部分仍由法軍管理，直到1955年8月20日為止才移交給越方處理，該日也因此在南越成為海軍紀念日，當時海軍共轄有2,000名人員和22艘艦艇。同年10月26日，隨著吳廷琰領導的共和國政權建立而更名，而新海軍的援助方也從法國變成了美軍顧問團（MAAG）。

### 沿岸部隊
越南民主共和國（北越）於1956年開始經由海路將人員和武器滲透到越南共和國境內。為了反制這種活動，1960年4月創設了商船部隊（Lực Lượng Hải Thuyền；），由地方軍的戎克船和民間漁船組成，以巡邏北緯17度南北越交界處（DMZ）附近的水域。之後商船部隊擴大為沿岸巡團（Duyên Đoàn），巡邏範圍也進一步地完全涵蓋了長達1,200英里（1,900）的南越海岸線。然而該部隊的指揮權仍隸屬於地方軍，直到1965年時才納入海軍體系，當時海軍的艦艇數量約有100艘。

### 規模膨脹
| 年份   | 人員數 | 艦艇數 |
| ------ | ------ | ------ |
| 1955年 | 2,000  | 22     |
| 1961年 | 5,000  | 220    |
| 1964年 | 8,100  | ？     |
| 1967年 | 16,300 | 639    |
| 1973年 | 42,000 | 1,400  |

1950年代晚期的南越海軍藉由接收美國海軍的艦艇和人員訓練，進行現代化和進一步發展。至1961年時，全軍共有5,000名官兵、197艘小型舟艇、23艘船艦，其中多為中型登陸艦（LSM），此等規模仍不足以使南越當局應付成長中的軍事威脅。1962年至1964年間則是一個顯著的分水嶺，南越海軍的規模在之後展開飛快擴張，陸續建設了更多的訓練設施、維修基地及支援設施，改善了通信設備和作戰網絡，也強化了組織架構和行政體系，艦艇數擴充到44艘，官兵也增至8,100人。
隨著這種趨勢繼續持續下去，至1967年底的南越海軍已有人員16,300名、船艦65艘、河道突擊隊（River Assault Group；）所屬舟艇232艘、290艘戎克船、其他類型的船隻52艘。1968年內，南越海軍將訓練項目的改善和擴充作為優先要務，以期待能在未來增加對戰爭的投入和任務的擔當，以及妥善利用美國援助的軍事裝備。1968年年底，已制定了將大部分美國海軍駐越軍備讓渡給南越的計劃。

### 美援撤出
1969年早期，美國總統尼克森宣布推行「越南化政策」，旨在使美軍逐步從越南戰場撤離，其中海軍部分稱作「及早交返計畫」（ACTOV；），包含了將美軍河上舟艇、沿海船艦分階移交給南越海軍，水上作戰指揮權也交還給南越海軍司令部。同年中旬，南越海軍已自力執行河道突擊行動，原先負責的美軍機動沿河部隊退出任務，同時將64艘河上突擊艇引渡給南越海軍。1970年年底，美國駐越海軍終止了所有在南越的軍事活動，移轉予南越海軍的共有293艘河道巡邏船及224艘河上突擊艇。
1970年及1971年時，美軍亦將越南海岸區和外海的巡邏事務移交給南越海軍，美國海軍還轉移了4艘美國海岸防衛隊巡邏艇、一艘雷達哨護航驅逐艦（DER）、一艘戰車登陸艦（LST）及數艘港口巡邏艇、水雷艇和支援船。南越海軍在1972年8月獲得了駐越美國的最後16處沿岸雷達站，並接下整個南越海岸的巡邏任務。
除了船艦部份之外，美國也讓出了數座海軍支援設施。美湫的海軍設施在1969年11月成為首批移交的基地，末批則是1972年4月的茹𦨭、平水、金蘭灣和峴港等地的設施。至1973年時南越海軍已擴張為人員42,000名、船艦量1,400艘的大型海軍部隊（672艘两栖舰艇、20艘水雷艇、450艘巡逻艇、56艘勤务船和242艘戎克船）。

### 越戰末期
1973年至1974年，美國基於《巴黎和平協約》而大幅削減對南越軍的金援，使南越海軍被迫減少一半的行動，河道作戰及巡邏活動也減少了70%。而為了節約補給物資的消耗，600艘河上／港內舟艇及22艘船艦遭到閒置。
1974年1月19日，南越海軍與中國人民解放軍海軍為了峴港以東200海里（370）處的西沙群島主權而爆發小規模戰鬥，南越方面由海軍上校何文鍔（Hà Văn Ngạc）指揮作戰。最後日早號掃雷艦在戰鬥中被擊沉。李常傑號巡防艦嚴重受損、陳慶餘號巡防艦和旗艦陳平仲號巡防艦則受到輕傷。解放軍在此戰後拿下了西沙群島。
1975年春，北越越南人民軍迅速襲捲南越的中北部地區，4月30日即攻下西貢。南越海軍上校杜劍（Kiem Do）隨即執行了之前暗中擬定的船艦撤離計劃，其中南越海軍艦艇和民間船隻共計35艘，載運了3萬名水兵，外加海軍人員眷屬和其他難民，航向南中國海，加入了駛往菲律賓蘇比克灣的美國海軍第七艦隊船陣中。之後這些前南越海軍的船隻，大部分都編入菲律賓海軍之下，但少數船隻，如蘭江號中型登陸艦（Lam Giang）、號給油艦和轎馬號砲艇（Kéo Ngựa）則是將登船人員轉移到其他艦上後，在外海鑿沉。

## 組織架構

### 艦隊司令部
南越海軍艦隊司令官是海軍作戰部長的下轄職位，負責管理海軍各級船艦的備妥事宜，並監督、安排船艦在沿岸海域、河川及楨沙特別區的作戰。所有艦隊司令部所屬船艦以西貢港為根據地，通常在完成外地部署後才會返回西貢母港。而派遣至外地時，作戰指揮權則屬於當地的軍區指揮部。
最初划分为五个海上区域。1963年10月调整成为四个海军活动区。1965年4月，最终确定为四个海岸区。以下列出各區域所在地及出動港口：
- 第1沿海區（I Coastal Zone）：峴港
- 第2沿海區（II Coastal Zone）：金兰/芽莊／歸仁
- 第3沿海區（III Coastal Zone）：頭頓／芹苴／周德
- 第4沿海區（IV Coastal Zone）：安泰／富國島
- 楨沙特別區（Rung Sat Special Zone）：位于西贡南面、水道和沼泽纵横交错的地区。茹𦨭

### 小艦隊
南越海軍共有兩支小艦隊，分別負責巡邏和後勤，由巡邏艇構成的第1小艦隊下轄有數支戰隊，巡邏裝備包含了登陸支援艇和通常專用於沿河區、楨沙特區的步兵登陸艇，這些艦艇偶爾會歸屬於沿海區指揮部管轄。行動職務的要求，是任何時刻都需有一半的巡邏部隊投入部署，而每艘船在一次巡邏中要有40至50天出海。分派至沿河地區的艦隊司令部船隻負責提供艦砲支援或是執行河域中的主流巡邏任務。同時也派遣一支河道巡邏部隊，在介於柬埔寨邊境和南海出海口中間的湄公河流域執行船艦護衛任務。
第2小艦隊的艦艇則以後勤船隻為主，下轄兩支戰隊，負責支援南越各地的海軍基地和部隊。後勤用船在行政上歸艦隊司令管轄，作戰上歸後勤副參謀長（隸屬於南越聯合參謀本部的中央後勤司令部）管轄。

### 訓練
南越海軍的訓練機構為海軍司令部的海軍訓練局，其他訓練中心則位於西貢、芽莊、金蘭灣等地。

### 西貢海軍造船廠
西貢海軍造船廠佔地約57英畝（230,000平方）位於西貢河西南岸，距離該江出海口與南中國海海岸的交界處約30英里（48），號稱當時東南亞規模最大的單一工業設施。該基地由法軍建造於1863年，作為一處主要的維修和補給站。1969年時該處的從業員共達1,800人，負責各類軍用船艦的修繕、檢驗工作，以使南越海軍得以進行海岸巡邏任務。

## 歷任指揮官
| 名字               | 越語名字 | 軍階                                   | 任期                   | 備註                                        |
| ------------------ | -------- | -------------------------------------- | ---------------------- | ------------------------------------------- |
| 海軍助理參謀長（Phụ tá Hải quân cho Tổng tham mưu trưởng） |          |                                        |                        |                                             |
| 黎光美             |          | 少校（1954） 中校（1955） 上校（1956） | 1955年－1957年         | 首任海軍指揮官                              |
| 陳文真             |          | 中校                                   | 1957年－1959年         |                                             |
| 海軍司令（Tư lệnh Hải quân）       |          |                                        |                        |                                             |
| 胡進權             |          | 上校                                   | 1959年－1963年         | 職稱改為「海軍司令」 1963年11月11日遇刺身亡 |
| 鍾進剛             |          | 上校（1963） 准將（1964）              | 1963年－1965年         |                                             |
| 陳文奮             |          | 上校                                   | 1965年－1966年         |                                             |
| 高文園             |          | 中將                                   | 1966年9月－11月        | 時任聯合參謀長 短期兼任海軍司令             |
| 陳文真             |          | 上校（1966） 准將（1967） 少將（1971） | 1966年－1974年         |                                             |
| 林元性             |          | 少將                                   | 1974年－1975年         |                                             |
| 鍾進剛             |          | 中將                                   | 1975年3月24日－4月29日 | 末任司令 逃亡後未再派任                     |

### 引用
1. 1 2 3  Commander Thong Ba Le. . mrfa.org.   [25 August 2010]. （原始内容存档于2010-07-16）.
2. 1 2 3 4 5 6 7 8 9 10  Nach, Jim.  (PDF). January 1974  [2013-10-02]. （原始内容 (PDF)存档于2006-10-11）.
3. ↑  Hoch, Wesley A. . United States: Xulon Press. 2009: xxii, 443. ISBN 978-1-61579-394-5.
4. 1 2 3 4 5  Marolda, Edward J. . Encyclopedia of the Vietnam War: A Political, Social, and Military History.   [26 August 2010]. （原始内容存档于2010-07-16）.
5. ↑  Do, Kiem; Kane, Julie. . Annapolis: Naval Institute Press. 1998  [2013-10-02]. ISBN 978-1-55750-181-3. （原始内容存档于2013-12-05）.
6. ↑  . Jane's Information Group. 1975–76: 658 ADDENDA.

## 外部連結
- US Naval Historical Center : Navy of the Republic of Vietnam （页面存档备份，存于）
- vietnamresearch.com: Republic of Vietnam Navy （页面存档备份，存于）